# Buckie
Buckie (in gaelico scozzese Bucaidh) è un burgh di circa 8.000 abitanti della Scozia orientale, facente parte dell'area amministrativa del Moray.